# Campeonato Femenino Sub-17 de la Concacaf de 2010
El Campeonato Femenino Sub-17 de la Concacaf de 2010 fue la segunda edición de este torneo, disputada en Costa Rica, los dos primeros lugares consiguieron la clasificación a la Copa Mundial Femenina de Fútbol Sub-17 de 2010, de la cual Trinidad y Tobago fue sede.

## Sedes
| Ciudad: Alajuela, Alajuela            |
| ------------------------------------- |
| Estadio:Estadio Alejandro Morera Soto |
| Capacidad: 20 000 aficionados         |
|                                       |

## Eliminatorias
Antes del campeonato, países en Centroamérica y el Caribe jugaron partidos Eliminatorios. Al final 5 equipos; dos provenientes de UNCAF y tres provenientes de CFU se unieron a los tres de NAFU en el torneo final.

### Caribe

#### 1.ª Ronda
| Fecha                  | Lugar |                           |  | Resultado |  |                           |
| ---------------------- | ----- | ------------------------- |  | --------- |  | ------------------------- |
| 12 de octubre de 2009  |       | Aruba                     |  | 0:8       |  | Jamaica                   |
| 12 de octubre de 2009  |       | Antillas Neerlandesas     |  | 0:4       |  | República Dominicana      |
| 14 de octubre de 2009  |       | República Dominicana      |  | 1:6       |  | Jamaica                   |
| 14 de octubre de 2009  |       | Antillas Neerlandesas     |  | 0:4       |  | Aruba                     |
| 16 de octubre de 2009  |       | Aruba                     |  | 0:7       |  | República Dominicana      |
| 16 de octubre de 2009  |       | Antillas Neerlandesas     |  | 0:16      |  | Jamaica                   |
| 2 de noviembre de 2009 |       | Bahamas                   |  | 1:2       |  | Islas Caimán              |
| 2 de noviembre de 2009 |       | Haití                     |  | 24:0      |  | Islas Vírgenes Británicas |
| 4 de noviembre de 2009 |       | Islas Caimán              |  | 13:0      |  | Islas Vírgenes Británicas |
| 4 de noviembre de 2009 |       | Haití                     |  | 5:0       |  | Bahamas                   |
| 6 de noviembre de 2009 |       | Islas Vírgenes Británicas |  | 0:9       |  | Bahamas                   |
| 6 de noviembre de 2009 |       | Haití                     |  | 1:0       |  | Islas Caimán              |

#### Eliminación
| Fecha                   | Lugar |                      |  | Resultado |  |                      |
| ----------------------- | ----- | -------------------- |  | --------- |  | -------------------- |
| 5 de diciembre de 2009  |       | Islas Caimán         |  | 1:1       |  | República Dominicana |
| 12 de diciembre de 2009 |       | República Dominicana |  | 2:2       |  | Islas Caimán         |

- Islas Caimán avanzan por gol de visitante.

### Centroamérica
| Fecha                   | Lugar |           |  | Resultado |  |             |
| ----------------------- | ----- | --------- |  | --------- |  | ----------- |
| 24 de noviembre de 2009 |       | Panamá    |  | 3:2       |  | Nicaragua   |
| 26 de noviembre de 2009 |       | Nicaragua |  | 0:7       |  | El Salvador |
| 28 de noviembre de 2009 |       | Panamá    |  | 3:1       |  | El Salvador |

- Panamá avanza

## Participantes
Participaron ocho selecciones nacionales de fútbol afiliadas a la Concacaf, divididas en dos grupos:
| Equipos participantes | Equipos participantes | Equipos participantes | Equipos participantes | Equipos participantes |
| --------------------- | --------------------- | --------------------- | --------------------- | --------------------- |
| Panamá                | Canadá                | México                | Jamaica               |                       |
| Haití                 | Islas Caimán          | Costa Rica            | Estados Unidos        |                       |

## Resultados[2]
Los horarios corresponden a la hora de Costa Rica (UTC-6)

### Primera fase

#### Grupo A
| Equipo  | Pts | PJ | PG | PE | PP | GF | GC |
| ------- | --- | -- | -- | -- | -- | -- | -- |
| México  | 9   | 3  | 3  | 0  | 0  | 10 | 0  |
| Canadá  | 6   | 3  | 2  | 0  | 1  | 6  | 3  |
| Jamaica | 3   | 3  | 1  | 0  | 2  | 3  | 7  |
| Panamá  | 0   | 3  | 0  | 0  | 3  | 1  | 10 |

| 11 de marzo de 2010 | Panamá | 0:6 (0:2) | México                                                            | Estadio Alejandro Morera Soto, Alajuela |  |
|                     |        |           | - Samarzich 13', 57' - González 16', 90' - Sánchez 50' - Piña 84' |                                         |  |

| 11 de marzo de 2010 | Jamaica      | 1:4 (0:2) | Canadá                                     | Estadio Alejandro Morera Soto, Alajuela |  |
|                     | Williams 76' |           | - Davis 8' - Ghoneim 44', 63' - Hémond 88' |                                         |  |

| 13 de marzo de 2010 | México                                  | 3:0 (0:0) | Jamaica | Estadio Alejandro Morera Soto, Alajuela |  |
|                     | - Salcedo 66' - Lara 71' - González 75' |           |         |                                         |  |

| 13 de marzo de 2010 | Panamá    | 1:2 (0:2) | Canadá                     | Estadio Alejandro Morera Soto, Alajuela |  |
|                     | Alveo 88' |           | - Cantave 8' - Simpson 37' |                                         |  |

| 15 de marzo de 2010 | Jamaica                   | 2:0 (1:0) | Panamá | Estadio Alejandro Morera Soto, Alajuela |  |
|                     | - Bailey 27' - Carter 74' |           |        |                                         |  |

| 15 de marzo de 2010 | Canadá | 0:1 (0:1) | México     | Estadio Alejandro Morera Soto, Alajuela |  |
|                     |        |           | Llamas 42' |                                         |  |

#### Grupo B
| Equipo         | Pts | PJ | PG | PE | PP | GF | GC |
| -------------- | --- | -- | -- | -- | -- | -- | -- |
| Estados Unidos | 9   | 3  | 3  | 0  | 0  | 32 | 0  |
| Costa Rica     | 6   | 3  | 2  | 0  | 1  | 9  | 10 |
| Islas Caimán   | 3   | 3  | 1  | 0  | 2  | 1  | 20 |
| Haití          | 0   | 3  | 0  | 0  | 3  | 0  | 12 |

| 10 de marzo de 2010 | Haití | 0:9 (0:4) | Estados Unidos                                                                  | Estadio Alejandro Morera Soto, Alajuela |  |
|                     |       |           | - Doll 2' - Smith 13', 30' - Roccaro 16' - Brian 52' - Horan 66', 71', 88', 90' |                                         |  |

| 10 de marzo de 2010 | Costa Rica                                                               | 7:0 (2:0) | Islas Caimán | Estadio Alejandro Morera Soto, Alajuela |  |
|                     | - Rodríguez 8', 52', 58' - Moreira 37', 59' - Villalta 54' - Sánchez 84' |           |              |                                         |  |

| 12 de marzo de 2010 | Estados Unidos | 13:0 (8:0) | Islas Caimán | Estadio Alejandro Morera Soto, Alajuela |  |
|                     | - Horan 2', 39' - Brian 15', 22', 27' - Torres 17' - Solaun 34', 49', 59' - Clark 38' - Farrell 47', 61' - Smith 73' |            |              |                                         |  |

| 12 de marzo de 2010 | Costa Rica                   | 2:0 (0:0) | Haití | Estadio Alejandro Morera Soto, Alajuela |  |
|                     | - Villalta 57' - Moreira 74' |           |       |                                         |  |

| 14 de marzo de 2010 | Islas Caimán | 1:0 (0:0) | Haití | Estadio Alejandro Morera Soto, Alajuela |  |
|                     | Chin 89'     |           |       |                                         |  |

| 14 de marzo de 2010 | Costa Rica | 0:10 (0:5) | Estados Unidos                                                                                 | Estadio Alejandro Morera Soto, Alajuela |  |
|                     |            |            | - Smith 10', 14', 54' - Doll 17' - Brian 27', 84' - Horan 44', 68' - Torres 66' - Gonzalez 78' |                                         |  |

### Fase Final
|  | Semifinales         | Semifinales         |   |                | Final               | Final               |  |
|  | 18 de marzo de 2010 | 18 de marzo de 2010 |   |                | 20 de marzo de 2010 | 20 de marzo de 2010 |  |
|  |                     |                     |   |                |                     |                     |  |
|  |                     |                     |   |                |                     |                     |  |
|  | Estados Unidos      | 0 (3)               |   |                |                     |                     |  |
|  | Canadá (p.)         | 0 (5)               |   |                |                     |                     |  |
|  |                     |                     |   |                |                     |                     |  |
|  |                     |                     |   |                |                     |                     |  |
|  |                     |                     |   |                | Canadá              | 1                   |  |
|  |                     | México              | 0 |                |                     |                     |  |
|  |                     |                     |   |                |                     |                     |  |
|  |                     |                     |   |                |                     |                     |  |
|  |                     |                     |   |                | Tercer lugar        |                     |  |
|  |                     |                     |   |                |                     |                     |  |
|  | Costa Rica          | 1                   |   | Estados Unidos | 6                   |                     |  |
|  | México (t.s.)       | 3                   |   |                | Costa Rica          | 0                   |  |

#### Semifinales
| 18 de marzo de 2010 | México                                     | 3:1 (1:1, 0:0) (t. s.) | Costa Rica | Estadio Alejandro Morera Soto, Alajuela, Costa Rica |  |
|                     | - Lara 70' - Murillo 106' - Samarzich 111' |                        | Fallas 85' |                                                     |  |

| 18 de marzo de 2010 | Estados Unidos                          | 0:0 (t. s.)(3:5 p.)        | Canadá                                               | Estadio Alejandro Morera Soto, Alajuela, Costa Rica |  |
|                     |                                         | Tiros desde el punto penal |                                                      |                                                     |  |
|                     | Brian · Dahlkemper · Wedemeyer · Solaun |                            | Clarke · Simpson · Ongtengco · Setturlund · Campbell |                                                     |  |

#### Tercer puesto
| 20 de marzo de 2010 | Costa Rica | 0:6 (0:3) | Estados Unidos                                                              | Estadio Alejandro Morera Soto, Alajuela, Costa Rica |  |
|                     |            |           | - Clark 5' - Torres 37' - Brannon 40' - Horan 55' - Farrell 66' - Smith 81' |                                                     |  |

#### Final
| 20 de marzo de 2010 | México | 0:1 (0:1) | Canadá      | Estadio Alejandro Morera Soto, Alajuela, Costa Rica |  |
|                     |        |           | McNicoll 8' |                                                     |  |

|                            |
| Bandera de Canadá          |
| Campeón Canadá 1.er título |

## Clasificados aTrinidad y Tobago 2010
| Canadá | México |